# Candoní
Candoní (Kang Duni en hiligueino y cebuano) es un municipio de Cuarta Clase en la provincia de Negros Occidental, Filipinas. Según el censo del 2000, tiene una población de 19,987 personas en 3,710 hogares.

## Barangayes
Candoní está políticamente subdividida en 9 barangayes.
- Agboy
- Banga
- Cabia-an
- Caningay
- Gatuslao
- Haba
- Payauan
- Poblacion East
- Poblacion West

## Historia de Candoní
la palabra Candoní proviene de la frase indígena Kang Duni, que significa Duni, un doncella hermosa y legendaria llamada Dionesia quien se suicidó luego de que sus padres la obligaron a casarse con un hombre que no quería.
Antiguamente un barrio del Municipio de Cauayán, Candoní comenzó como un pueblito en 1935. Bajo el gobierno de Santiago Diego quien undó el Valle de la Tabla quien hizo del barrio Candoní un centro económico para las comunidades del interior del sur. 
Candoní fue declarado municipio en 1958 por virtud de la Orden del Poder Ejecutivo n.º 314 bajo el entonces Presidente Carlos P. García. Fue inaugurado como una villa siendo Benjamín Nava su alcalde el 12 de agosto de 1961.
En la historia reciente de Candoní ha habido varias protestas, en este tiempo, contra el desorden ocasionado por los problemas insurgentes.